# Цепная реакция (фильм, 1963)
«Цепная реакция» — французская чёрная кинокомедия, роли в которой исполнили Луи де Фюнес, Жан-Клод Бриали, Мишель Серро. В одной из эпизодических ролей снялся Ален Делон. Фильм снят по роману Фреда Кассака.

## Сюжет
Туристическая фирма «321» находится в многоэтажном здании, каждый этаж которого символизирует ступеньку в иерархической лестнице. Кто идет на повышение, переселяется этажом выше, и так пока не доберется до самого верхнего. Мелкий служащий Поль Мартен (Жан-Клод Бриали) работает на самом нижнем этаже, но его заветная мечта — подняться как можно выше. Ради этого Поль готов на многое. Началом его восхождения должна послужить идея сменить эмблему фирмы. Восхищенный его предложением директор фирмы Норбер Шароле (Луи де Фюнес) решает повысить его в должности и перевести на второй этаж, сделав руководителем отдела. Мартен, уверенный в будущем повышении, наконец-то решается сделать предложение дочери руководителя со второго этажа. Начинается подготовка к свадьбе, Мартен берет кредиты на покупку квартиры и дорогого автомобиля, поскольку того требует его новый социальный статус. Но политики готовят ему страшный удар: парламент страны решает увеличить пенсионный возраст. По этой причине его будущий тесть и руководитель отдела мсье Броссар, место которого намеревался занять Мартен, должен остаться в своем кресле ещё на несколько лет. Директор фирмы не видит в этом ничего страшного, ведь всего через пару лет Мартен получит вожделенное место. Но для Мартена все выглядит совсем не так просто — без повышения его ждет финансовый крах, семейные проблемы, да к тому же его подружка сообщает ему, что ждет от него ребенка, которого он обязан содержать.
Однажды при выезде со стоянки фирмы Мартен попадает в пробку и долго наблюдает за тем, как место выехавшего автомобиля занимает следующий, чье место также занимает следующий за ним. И тут Мартена осеняет: чтобы занять чье-то место, надо сначала освободить его. В его голове зреет преступный план… Для начала он печатает анонимное письмо для Шароле, в котором сообщает ему, что его жена изменяет ему с его заместителем Бомануа, разместившимся на два этажа ниже. Таким образом Мартен рассчитывает избавиться от Бомануа и подняться на этаж выше. Однако, его расчёт не подтвердился — Шароле и Бомануа продолжают общаться, как хорошие приятели. Но Мартен не может знать, что Шароле всё-таки решил наказать соперника и подпилил балконные перила в его кабинете. Поэтому молодой карьерист находит другое решение проблемы — мастерит самодельную бомбу и под видом коробки сигар от британского посольства отправляет её Шароле. Но в тот день у директора не оказывается свободной минуты, чтобы открыть коробку, и она остаётся лежать на его столе.
Вечером фирма с размахом празднует 25-летие со дня основания. Во время праздника Шароле решает избавиться от Бомануа и приглашает его в недостроенную столовую на верхнем этаже, но происходит несчастный случай, и Шароле падает в шахту недостроенного лифта. Расследованием занимается комиссар тайной полиции Бодю (Мишель Серро), а все руководящие служащие фирмы поднимаются на этаж выше — мсье Далейрак, Бомануа, Фрепийон, Броссар и, наконец, Мартен. Вскоре срабатывает первая ловушка Мартена: инспектор обнаруживает анонимное письмо и выясняет, что оно было отпечатано на пишущей машинке Далейрака. На нового директора падает подозрение в доведении Шароле до самоубийства и он вынужден оставить свой пост. Оставшаяся цепочка поднимается на один этаж — Бомануа, Фрепийон, Броссар, Мартен. Тем временем комиссар Бодю обнаруживает улики, указывающие на то, что Бомануа находился рядом с Шароле в тот злополучный вечер. Он обвиняет Бомануа в убийстве и отправляет его за решётку, снова освободив место директора. Фрепийон, Броссар и Мартен снова празднуют повышение. Но через несколько минут в кабинете директора срабатывает вторая ловушка Мартена, самодельная бомба, и место директора снова свободно. Инспектор Бодю падает с подпиленного балкона, Броссар от страха перед смертоносной должностью сходит с ума, а Мартен оказывается на верхушке иерархии. Очень скоро он замечает среди сотрудников молодого честолюбивого мсье Ламбера (Ален Делон), очень похожего на него самого, и начинает готовиться к худшему.

## В ролях
- Жан-Клод Бриали - Поль Мартен
- Луи де Фюнес - Норбер Шароле
- Мишель Серро - комиссар тайной полиции Бодю
- Жак Динам - Машерон
- Ален Делон - Ламбер
- Софи Домье - Соланж

## Разное
- В 1963 году фильм был номинирован на Золотую пальмовую ветвь на Каннском кинофестивале.